# Dolina Pyszniańska

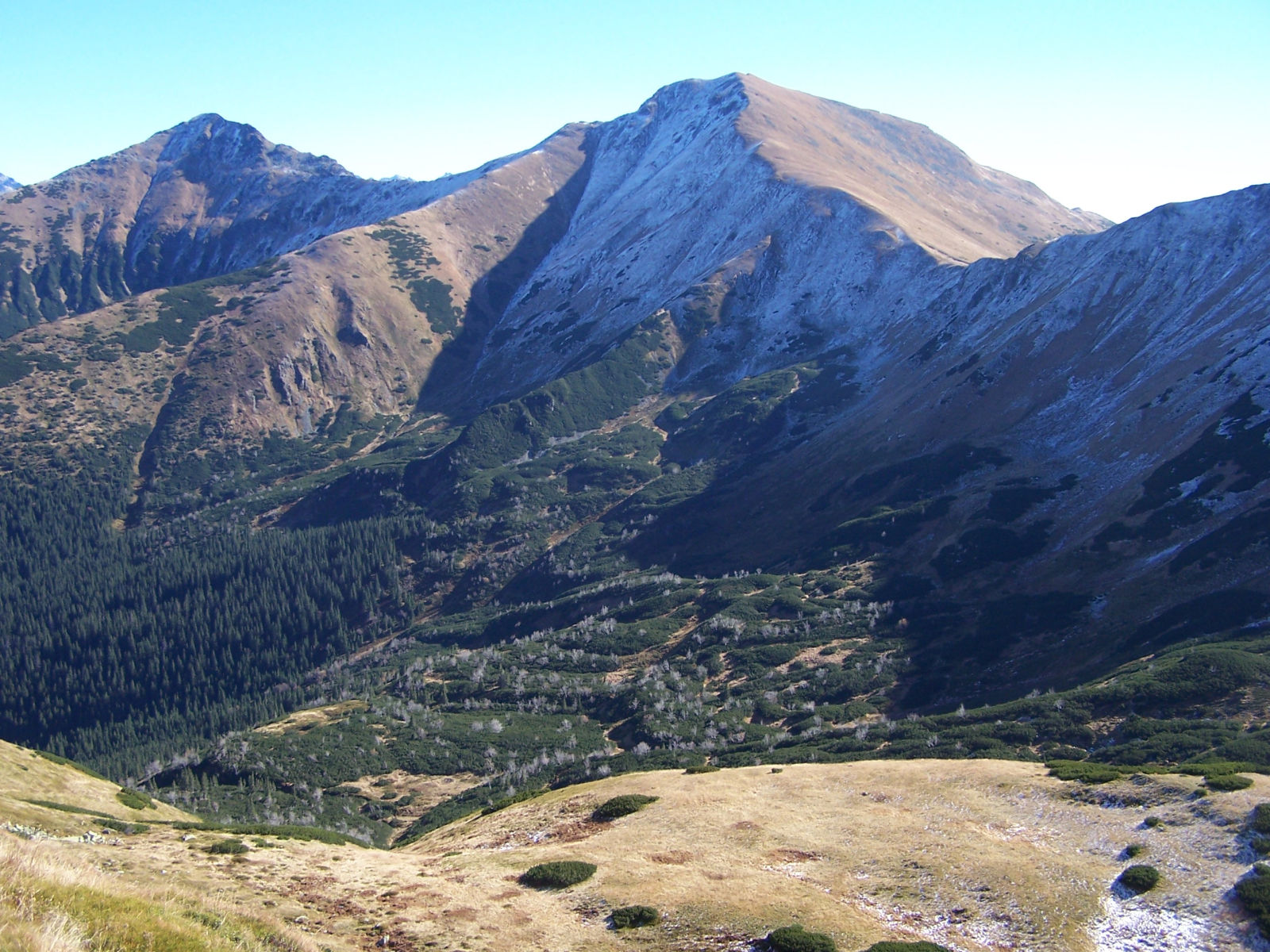
Blick vom Tal auf die Kamienista

Die eiszeitlich durch Gletscher geformte Dolina Pyszniańska ist ein Tal in der polnischen Westtatra in der Woiwodschaft Kleinpolen. Es befindet sich auf dem Gemeindegebiet von Kościelisko im Powiat Tatrzański.

## Geographie
Das Tal ist ein  Seitental des Haupttals Dolina Kościeliska und ist von bis zu 2159 Meter hohen Bergen umgeben, u. a. der Błyszcz. Die Felswände im Tal sind aus Kalkstein.
Das Tal fällt von Süden nach Norden von ungefähr 2159 Höhenmetern herab. Es wird vom Gebirgsfluss Pyszniański Potok durchflossen. Die Gewässer des Tals fließen zu einem Teil unterirdisch.
Im Tal befindet sich der Bergsee Smreczyński Staw.

## Etymologie
Der Name lässt sich übersetzen als „Tal der reichen Flora“. Der Name rührt daher, dass das Tal stark bewachsen ist.

## Flora und Fauna
Das Tal liegt oberhalb und unterhalb der Baumgrenze und wird im oberen Bereich von Bergkiefern und im unteren Bereich von Nadelwald bewachsen. Das Tal ist Rückzugsgebiet für zahlreiche Säugetiere und Vogelarten.

## Klima
Im Tal herrscht Hochgebirgsklima.

## Almwirtschaft
Im Tal wurden bereits im 15. Jahrhundert Silber und Kupfer abgebaut. Vor der Errichtung des Tatra-Nationalparks im Jahr 1954 wurde das Tal für die Almwirtschaft genutzt. Danach wurden die Eigentümer der Almen enteignet bzw. zum Verkauf gezwungen. Die größte Alm im Tal war die Hala Pyszna. Im Tal befinden sich noch alte Almhütten.

## Tourismus
Durch das Tal führt ein Wanderweg. 
- ▬ Von der Ornak-Hütte zum Bergsee Smreczyński Staw